# آل محمد الأمروهي
السيد آل محمد بن أصغر حسين النقوي الأمروهي (1234 هـ - 1325 هـ‍). هو رجل دين ومؤرِّخ ومتكلِّم شيعي هندي من أهل أمروهة التي إليها ينسب فيقال له الأمروهي. وقد ابتدأ دراسته الدينيَّة في أمروهة، ثمَّ سافر إلى مدينة لكهنو، ثمَّ هاجر إلى العراق وعاش فترة طويلة في النجف وكربلاء. وقد أتقن اللغتين العربيَّة والفارسيَّة. وكان ممثلاً عن مواطنيه في بلدية مدينته.

## مؤلفاته
له عدد من الكتب باللغات الأردويَّة والعربيَّة والفارسيَّة، وهي:
| - إلقام الأحجار في أفواه الأشرار. عربي في الرد على المخالفين لإقامة مجالس العزاء على الأئمة الإثني عشر. - بيان حاسم در نفى عروسى قاسم. أردوي. - تفسير القرآن. تفسير لبعض الآيات القرآنيَّة، ولم يذكر في موسوعة مؤلفي الإماميَّة اللغة التي كتب بها هذا الكتاب. - حلية الأولياء. أردوي يبحث عن موضوع زواج المتعة. - دافع الشكوك. أردوي في الإمامة. - الدرة البيضاء في إثبات حق فاطمة الزهراء. أردوي. - در شهسوار در أحوال نور رسول مختار. أردوي في السيرة النبويَّة. - الدر المضيء في أصول الدين بلسان عربي مبين. عربي. - دستور الخيول. أردوي في أمراض الخيول وعلاجها. - دو غازه شاهد. أردوي في رد على المرويَّات التي تفيد زواج القاسم بن الحسن حيث أنَّ هذا الموضوع محلُّ اختلاف بين الشيعة الإثني عشريَّة. | - زاوية هاويه در مطاعن معاويه. أردوي. - سبحة الجواهر. أردوي في تراجم بعض علماء الشيعة الإثني عشريَّة. - سرمد الهموم في جواز البكاء على الحسين المظلوم. أردوي. - طعن النصول. أردوي في انتقاد خلافة عثمان. - غضب البتول. أردوي. - گلزار جنت. أردوي يتحدَّث عن مدينة كربلاء، وجغرافيتها، وفضيلة أرضها، وخصائص ماء الفرات، والأحداث التي سبقت مقتل الحسين والتي تلتها، وقائمة ب‍سبعة وأربعين من أصحاب الحسين، ومئة وإثنين وسبعين شخصاً من أعضاء جيش يزيد. - مثنوى سبعه سياره. شعر عربي وفارسي في معجزات علي بن أبي طالب. - مثنوى نان خشك. شعر عربي وفارسي. - نتايج فكريه. أردوي في نقد خلافة غير الأئمة الإثني عشر. |

### كتب
- موسوعة مؤلفي الإمامية. مجمع الفكر الإسلامي، طبع قم - إيران، 1420 هـ، منشورات مجمع الفكر الإسلامي / معاونت آموزشي پژوهشي وزارت فرهنگ وارشاد إسلامي.

### إشارات مرجعية
1. ↑  
موسوعة مؤلفي الإمامية - ج1. ص. 102. مؤرشف من الأصل في 2019-12-08. {{استشهاد بكتاب}}: الوسيط |الأول= يفتقد |الأخير= (مساعدة)
2. ↑  
موسوعة مؤلفي الإمامية - ج1. ص. 103. مؤرشف من الأصل في 2019-12-08. {{استشهاد بكتاب}}: الوسيط |الأول= يفتقد |الأخير= (مساعدة)
3. ↑  
الطهراني، آغا بزرگ. الذريعة إلى تصانيف الشيعة - ج11. ص. 106. مؤرشف من الأصل في 2019-12-22.
4. ↑  
الطهراني، آغا بزرگ. الذريعة إلى تصانيف الشيعة - ج8. ص. 72. مؤرشف من الأصل في 2019-12-22.